# Darious Williams
Darious Williams (geboren am 15. März 1993 in San Diego, Kalifornien) ist ein US-amerikanischer American-Football-Spieler auf der Position des Cornerbacks. Er spielte College Football für die University of Alabama at Birmingham und steht zurzeit in der National Football League (NFL) bei den Los Angeles Rams unter Vertrag.

## College
Williams wurde in San Diego, Kalifornien, geboren und wuchs in Jacksonville, Florida, auf, nachdem sein Vater, ein Offizier bei der United States Navy, dorthin versetzt worden war. Williams besuchte zunächst die Bartram Trail High School und wechselte nach einem Jahr auf die Creekside High School, beide im St. Johns County in Florida. Er spielte ab 2011 eine Saison lang Football am Marietta College in der Division III. Dabei fing Williams fünf Interceptions, verließ das College aber aus persönlichen Gründen nach einem Jahr wieder. Im Jahr 2013 versuchte er, einen Platz als Walk-on an der University of Alabama at Birmingham (UAB) zu bekommen. Nachdem er zunächst abgelehnt worden war, erhielt er 2014 nach einem Trainerwechsel an der Universität einen Platz. Williams erarbeitete sich eine Rolle als Stammspieler und bekam während der Saison ein Stipendium. Allerdings beschloss die UAB nach der Saison 2014, ihr Footballprogramm einzustellen. Daraufhin besuchte Williams das Florida State College at Jacksonville und arbeitete als Auslieferer von Blumen. In der Saison 2017 nahmen die UAB Blazers ihren Spielbetrieb wieder auf. Williams fing fünf Interceptions und konnte 15 Pässe verhindern, er wurde in das All-Star-Team der Conference USA gewählt. Insgesamt bestritt er 25 Spiele für die University of Alabama at Birmingham, davon 18 als Starter.

## NFL
Williams wurde im NFL Draft 2018 nicht ausgewählt und anschließend von den Baltimore Ravens als Undrafted Free Agent unter Vertrag genommen. Er schaffte es in den Kader der Ravens für die Regular Season und kam in drei Spielen auf 26 Snaps in den Special Teams, bevor er am 6. Oktober 2018 entlassen wurde. Daraufhin nahmen die Los Angeles Rams ihn über die Waiver-Liste unter Vertrag. Bei den Rams stand er 2018 außer im letzten Spiel der Regular Season nicht im Kader für den Spieltag. In der Saison 2019 kam Williams zunächst in fünf der ersten sechs Partien in den Special Teams zum Einsatz. Am siebten Spieltag wurde er erstmals als Starter eingesetzt, da die Rams nach dem Trade von Marcus Peters und dem verletzungsbedingten Ausfall von Aqib Talib in der Secondary dünn besetzt waren und Neuzugang Jalen Ramsey zunächst nicht von Beginn an eingesetzt wurde. In dieser Partie konnte Williams kurz vor Ende einen Fumble von Russell Gage bei einem Punt Return in der Endzone sichern und damit einen Touchdown zum 37:10-Endstand erzielen. In den letzten beiden Partien der Saison bekam er erneut die Gelegenheit, als Starter zu spielen, da Troy Hill wegen einer Verletzung fehlte. Dabei gelang Williams sowohl gegen die San Francisco 49ers als auch gegen die Arizona Cardinals eine Interception.
In der Saison 2020 avancierte Williams zum Stammspieler. Er kam in zehn Spielen als Starter zum Einsatz und fing vier Interceptions. Am erfolgreichsten war er dabei am zehnten Spieltag, als er gegen die Seattle Seahawks zwei Pässe von Russell Wilson abfangen konnte. Zudem konnte er im vierten Viertel einen potentiellen Touchdownpass verhindern. Beim 30:20-Sieg der Rams über Seattle in der ersten Runde der Play-offs gelang Williams nach einer Interception ein Return zu einem Touchdown über 42 Yards, durch den Los Angeles mit 13:3 in Führung ging.
Nach der Saison belegten die Rams Williams mit einem First-Round Tender, den er im April 2021 unterschrieb. Damit erhielt er 4,766 Millionen Dollar für die Saison 2021. Wegen einer Knöchelverletzung verpasste er drei Partien. Am Ende der Saison 2021 gewann er mit den Los Angeles Rams den Super Bowl LVI.
Im März 2022 unterschrieb Williams einen Dreijahresvertrag im Wert von 30 Millionen US-Dollar bei den Jacksonville Jaguars. Neben Shaquill Griffin und Tyson Campbell ging Williams zunächst als Stammspieler auf der Position des Slot-Cornerbacks in seine erste Saison für die Jaguars. Nachdem Griffin verletzungsbedingt ausgefallen war und seine Ersatzleute unzureichende Leistungen gezeigt hatten, spielte Williams ab Woche 14 neben Campbell als Outside-Cornerback und ließ in fünf Spielen als nächster Verteidiger lediglich sechs Catches für 46 Yards zu. In der Saison 2023 gelangen Williams vier Interceptions sowie 19 abgewehrte Pässe, zudem erzielte er einen Interception-Return-Touchdown. Am 5. März 2024 wurde Williams von den Jaguars entlassen.
Einige Tage nach seiner Entlassung in Jacksonville kehrte Williams zu den Rams zurück und unterschrieb dort einen Dreijahresvertrag über 22,5 Millionen US-Dollar.

### NFL-Statistiken
| Saison                             | Saison | Spiele | Spiele      | Tackles | Tackles | Tackles | Tackles | Interceptions | Interceptions | Interceptions | Interceptions | Interceptions | Fumbles | Fumbles | Fumbles |
| Jahr                               | Team   | Spiele | als Starter | Gesamt  | Solo    | Ast     | Sacks   | PD            | INT           | Yds           | Lng           | TD            | FF      | FR      | TD      |
| ---------------------------------- | ------ | ------ | ----------- | ------- | ------- | ------- | ------- | ------------- | ------------- | ------------- | ------------- | ------------- | ------- | ------- | ------- |
| 2018                               | BAL    | 3      | 0           | 0       | 0       | 0       | 0,0     | 0             | 0             | 0             | 0             | 0             | 0       | 0       | 0       |
| 2018                               | LAR    | 1      | 0           | 0       | 0       | 0       | 0,0     | 0             | 0             | 0             | 0             | 0             | 0       | 0       | 0       |
| 2019                               | LAR    | 12     | 3           | 15      | 14      | 1       | 0,0     | 4             | 2             | 0             | 0             | 0             | 0       | 1       | 1       |
| 2020                               | LAR    | 16     | 10          | 44      | 37      | 7       | 0,0     | 14            | 4             | 21            | 19            | 0             | 0       | 0       | 0       |
| 2021                               | LAR    | 14     | 13          | 71      | 60      | 11      | 0,0     | 9             | 0             | 0             | 0             | 0             | 0       | 1       | 0       |
| 2022                               | JAX    | 17     | 12          | 53      | 35      | 18      | 0,0     | 16            | 0             | 0             | 0             | 0             | 0       | 1       | 0       |
| 2023                               | JAX    | 17     | 17          | 53      | 44      | 9       | 0,0     | 19            | 4             | 72            | 61            | 1             | 2       | 0       | 0       |
| 2024                               | LAR    | 12     | 11          | 45      | 31      | 14      | 0,0     | 7             | 1             | 0             | 0             | 0             | 0       | 0       | 0       |
| Gesamt                             | Gesamt | 92     | 66          | 281     | 221     | 60      | 0,0     | 69            | 11            | 93            | 61            | 1             | 2       | 2       | 1       |
| Quelle: pro-football-reference.com |        |        |             |         |         |         |         |               |               |               |               |               |         |         |         |